# Generalsuperior
Generalsuperior oder Generaloberer (oft auch vereinfachend als General oder Ordensgeneral bezeichnet) ist in der römisch-katholischen Kirche der höchste Obere (supremus moderator) einer Ordensgemeinschaft mit zentralistischer Verfassung, einer Gesellschaft des apostolischen Lebens oder eines Säkularinstitutes. Analog steht an der Spitze entsprechend verfasster weiblicher Institute eine Generalsuperiorin oder Generaloberin.

## Unterscheidung
Im Gegensatz zu den obersten Leitern föderal organisierter Orden wie der Benediktiner (Abtprimas) oder Augustiner-Chorherren (Abtprimas) haben die Generalsuperioren in zentralistisch geführten Ordensgemeinschaften weiter gehende Entscheidungskompetenzen in Bezug auf den Gesamtorden und die einzelnen Ordensniederlassungen. Zu den Ordensgemeinschaften mit zentralistischer Organisation zählen z. B. die Franziskaner, Dominikaner, Jesuiten und Redemptoristen sowie praktisch alle Kongregationen jüngeren Ursprungs.

## Ordensspezifische Bezeichnungen
Abhängig von der Tradition der Gemeinschaft gibt es für das höchste Leitungsamt verschiedene Bezeichnungen: Generalabt bei den aus klösterlicher Tradition stammenden Mönchs- und Kanoniker-Orden, Generalminister bei den franziskanischen Orden sowie im Kartäuserorden, Generalmagister oder Ordensmeister bei Dominikanern und einigen anderen Bettelorden, Generalprior bei Karmeliten, Augustinern und mehreren anderen Gemeinschaften. Der Generalobere der Jesuiten wird in den Konstitutionen des Ordens praepositus generalis (zu deutsch: „Generalvorgesetzter“, „Generalpropst“) genannt, im Deutschen aber gewöhnlich schlicht als „General der Jesuiten“ bezeichnet. Auch im Sprachgebrauch vieler anderer Orden und Kongregationen sind unspezifische Benennungen wie General, Generalsuperior, Generalmoderator oder Generaloberer üblich. Die obersten Leiter geistlicher Ritterorden werden Großmeister oder auch Hochmeister genannt.

## Kirchenrechtliche Stellung und Aufgaben
Der Generalsuperior gehört wie der Provinzial und andere leitende Amtsträger in den Orden (etwa die Äbte oder Äbtissinnen selbstständiger Klöster) zu den höheren Oberen im Sinne des can. 620 CIC und ist bei exemten klerikalen Ordensinstituten und Gesellschaften des Apostolischen Lebens, die nicht der ortsbischöflichen Befugnis unterstehen, zugleich Ordinarius (can. 134 § 1 CIC). Das bedeutet, der Generalobere hat gemäß der jeweiligen Ordensregel für die Mitglieder seines Verbandes oberhirtliche Sorge zu tragen.
Alle Generalsuperioren päpstlicher Institute vertreten ihre Gemeinschaft gegenüber dem Papst und sind diesem gegenüber verantwortlich. Entsprechendes gilt bei Verbänden bischöflichen Rechts gegenüber dem zuständigen Ortsbischof.
Generalobere und -oberinnen werden vom Generalkapitel ihrer Gemeinschaft auf Zeit (meist für sechs Jahre) gewählt, wobei in praktisch allen Orden die Möglichkeit der Wiederwahl besteht. In einigen Orden ist diese jedoch auf eine bestimmte Höchstanzahl beschränkt. Im Jesuitenorden wird der Generalobere auf Lebenszeit gewählt, es ist daher in Anspielung auf die Farbe der priesterlichen Soutane manchmal die Rede vom „Schwarzen Papst“. Der Amtssitz des Generalsuperiors oder der Generalsuperiorin ist das Generalat, in dem die Generalkurie (Hauptverwaltung) des Verbandes residiert und das bei Gemeinschaften päpstlichen Rechts zumeist in Rom liegt.
Dem Generalsuperior oder der -superiorin obliegt die Leitung des Gesamtordens, worin er (die weibliche Form ist im Folgenden stets implizit mitzudenken) vom Generalrat unterstützt wird. In wichtigen Fragen hat er seine Generalräte anzuhören und ist in verschiedenen Entscheidungen auch an deren Votum gebunden. Zudem ist es seine Aufgabe, innerhalb seiner Amtszeit oder einer bestimmten Anzahl von Jahren alle Konvente, Kommunitäten oder Niederlassungen des Ordens oder Verbandes zu visitieren, wobei er in großen Ordensgemeinschaften von einem Visitator unterstützt werden kann. Er kann Niederlassungen des Instituts aufheben (gem. can 616 § 1 CIC) und Noviziatshäuser errichten, verlegen oder aufheben. In seiner gesamten Amtsführung ist er dem Dikasterium für die Institute geweihten Lebens und für die Gesellschaften apostolischen Lebens gegenüber verantwortlich. Seinen persönlichen Gerichtsstand hat er bei der Rota.
In den orientalischen katholischen Kirchen bestimmt der CCEO, dass ein Generalsuperior wenigstens zehn Professjahre aufzuweisen haben und mindestens 35 Jahre alt sein muss (can. 513 CCEO). Ähnliche Regelungen finden sich auch im Eigenrecht der meisten westlichen Ordensgemeinschaften.

## Andere Bedeutungen
- In der Stadt Wien kann der Titel Generaloberin an besonders lang dienende und verdiente Personen im Krankenpflegebereich in leitender Stellung verliehen werden. Eine entsprechende männliche Bezeichnung ist nicht vorgesehen.
- Generaloberin ist der Titel der Vorstandsvorsitzenden im Verband der Schwesternschaften vom Deutschen Roten Kreuz e. V. sowie der Vorstandsvorsitzenden in der Schwesternschaft München vom Bayerischen Roten Kreuz e. V.
- Generalminister bezeichnete auch den leitenden Geistlichen in der Kongregation der Mariaviten.
- Generalstatthalter bezeichnete auch den leitenden Vertreter der Laien in der Ordensleitung des Ritterordens vom Heiligen Grab zu Jerusalem